# Flipkart
Flipkart — компанія, що займається електронною комерцією, штаб-квартира в Бангалорі, Індія. Була заснована у жовтні 2007 року Сачином Бансалом і Бінні Бансалом (хоч засновники і мають однакове прізвище, однак не є родичами). Компанія запустила в Індії власну лінію продукції під назвою "DigiFlip", до якої увійшли планшети, флешки, і сумки для ноутбуків. Станом на квітень 2017 року, компанія була оцінена в $11,6 мільярдів. Але вже в травні 2018 року була оцінена в $20 мільярдів.
9 травня 2018 Walmart анонсував придбання 77% акцій компанії за $16 млрд, за умови схвалення регулятором.

## Зовнішні посилання
- Офіційний сайт